# San Giovanni a Carbonara
San Giovanni a Carbonara - kościół w Neapolu, w południowych Włoszech, położony na północnym końcu Via Carbonara, we wschodniej ścianie starego miasta. Nazwa Carbonara (czyli "węgiel-przewoźnik") zostało nadane tej części Neapolu, gdzie w średniowieczu zbierano i spalano śmieci poza murami miasta.
Klasztor wraz z kompleksem kościoła San Giovanni został założony w 1343 przez zakon augustynianów. Kościół został ukończony przed 1414 przez króla Władysława andegaweńskiego, który założył tu Panteon - hołd dla ostatnich władców Neapolu z dynastii Andegawenów. Sam król pochowany został w imponującym grobowcu. Budowla została rozbudowana w ciągu trzech następnych wieków i zawiera rzeźby i grafiki, w tym grób Andrea Ciccione oraz kaplice Caracciolo del Sole i Caracciolo di Vico, gdzie pochowano także Giovanniego Caracciolo, faworyta królowej Neapolu Joanny II, siostry króla Władysława.